# Laura Sänger
Pour les articles homonymes, voir Sänger (homonymie).
Laura Sänger née le 1er septembre 1994, est une joueuse allemande de hockey sur gazon.

## Carrière
Elle a fait ses débuts en équipe première le 22 mars 2022 contre l'Espagne à Düsseldorf lors de la Ligue professionnelle 2021-2022.

## Palmarès
- : 2e à l'Euro U21 2014.